# Incze Henrik
Inze Henrik, 1896-ig Izrael Henrich, (Nagyvárad, 1871. április 27. – Budapest V. kerülete, 1913. október 30.) magyar író, lapszerkesztő, librettista.

## Élete
Felsőfokú tanulmányait valószínűleg Berlinben folytatta. Huszonhat éves korában lett a Vígszínház színiiskolájában oktató, 1901-től három éven át pedig a Magyarország, később az Egyetértés, illetve a Neues Politisches Volksblatt című lapok színikritikusaként működött. 1901-ben ő indította meg és szerkesztette a Magyar Színészeti Almanachot, 1903-tól 1913-ig Magyar Művészeti Almanach címmel adták ki. Jelentős volt műfordítói tevékenysége is. Az új földesúr című operetthez librettót írt, amelyet Hűvös Iván zenésített meg.
1913. november 1-jén temették el a Kozma utcai izraelita temetőben.

## Családja
Izraelita vallású családban született, édesapja Israel Jakab, édesanyja Frankl Amália volt. 1911. október 24-én Budapesten házasságot kötött Amberg Emma Máriával (1877–1967), Amberg Lajos és Amant Rozália lányával. Unokaöccse Incze Sándor volt, a Színházi Élet felelős szerkesztője.

## Művei
- Operai Kalauz (Budapest, 1897)